# Ramsund
Ramsund és un poble del municipi de Tjeldsund al comtat de Nordland, a Noruega. Està localitzat a la riba oriental del estret Ramsundet, just al sud del Pont Ramsund. Té 0.56 km² (140-acre) i una població de 305 habitants (2013). La densitat de població és de 545 habitants per km² (1,410/sq mi). La capella de Ramsund està localitzada al poble. Hi ha també una base militar al sud, base de la unitat de la força especial de la marina reial noruega Marinejegerkommandoen (MJK).